# الفرقة الجبلية الإحتياطية 188 (الفيرماخت)
الفرقة الجبلية الاحتياطية 188 شكلت في أواخر عام 1939. الفت من أفواج الاستبدال الجبلية 136 و138 و139 وفوج استبدال المدفعية 112، بالإضافة إلى الوحدات الداعمة. بدأت الحرب بالقيام بواجبات حرس الحدود في المنطقة الجبلية بين النمسا ويوغوسلافيا بمهمة أساسية لتدريب جنود الاحتياط واستبدال الفرق الجبلية العادية. في ربيع عام 1941 انضمت إلى غزو يوغسلافيا، حيث أعطيت الأفواج الجبلية الثلاثة مسؤولية السيطرة على كارنيولا وكارينثيا على الجانب اليوغوسلافي من الحدود، والتي نفذتها بسرعة وفعالية ضد مقاومة قليلة أو معدومة. 
بعد الحملة، بقيت الفرقة في الاحتياطي في إنسبروك. في 8 أكتوبر 1943، أعيد تشكيلها لتصبح الفرقة الجبلية الاحتياطية 188 وأعيد تنظيمها مع الأفواج الجبلية الاحتياطية 136 و137 و138 و139، لكل منها كتيبتين، وفرقة المدفعية الاحتياطية 112، أيضًا مع كتيبتين، وتم نقلها إلى شمال إيطاليا. في 27 فبراير 1944 تم نقلها إلى إستريا لإجراء حرب أمنية ( مكافحة العصابات ). بعد بضعة أيام أعيد تصميمها مرة أخرى باسم فرقة الجبال 188، وأعيد تشكيل أفواجها باسم أفواج الجبل 901، 902، 903، 904 وفوج المدفعية الجبلية 1088. استسلمت في استريا عندما انتهت الحرب في عام 1945. 

## القادة
- جينيرال لوتنانت z. V. هانز فون هوسلين (26. أغسطس 1939 - 8 مايو 1945)

## منطقة العمليات
- النمسا (أغسطس 1939 - أبريل 1941)
- يوغوسلافيا - مثل الفرقة رقم 188 (أبريل 1941 - أبريل 1943)
- النمسا (أبريل 1943 - أكتوبر 1943)
- إيطاليا وسلوفينيا - 188. الفرقة الاحتياطي جبرغ (أكتوبر 1943 - مارس 1944)
- إيطاليا وسلوفينيا - 188. فرقة جبيرس (مارس 1944 - مايو 1945) [3]

## قائمة المراجع
- George F. Nafziger - وسام المعركة الألماني: المشاة في الحرب العالمية الثانية
- Shelby L. Stanton (1990). "Facts Behind the Counters: Into the Balkans with Division Nr. 188". Europa. ج. 15: 12–14.
- تيسين، جورج. Verbände und Truppen der deutschen Wehrmacht und Waffen-SS im Zweiten Weltkrieg 1939-1945 ؛ الفرقة 7 أوسنابروك: Biblio ، 1973 (ردمك 3-7648-0872-1)